# FDP Kanton Solothurn
Die FDP.Die Liberalen Kanton Solothurn, vormals Freisinnig-demokratische Partei des Kantons Solothurn (FdP), ist eine politische Partei im Schweizer Kanton Solothurn. Sie ist liberal und gehört der FDP.Die Liberalen Schweiz an.

## Geschichte

### Gründung und 19. Jahrhundert

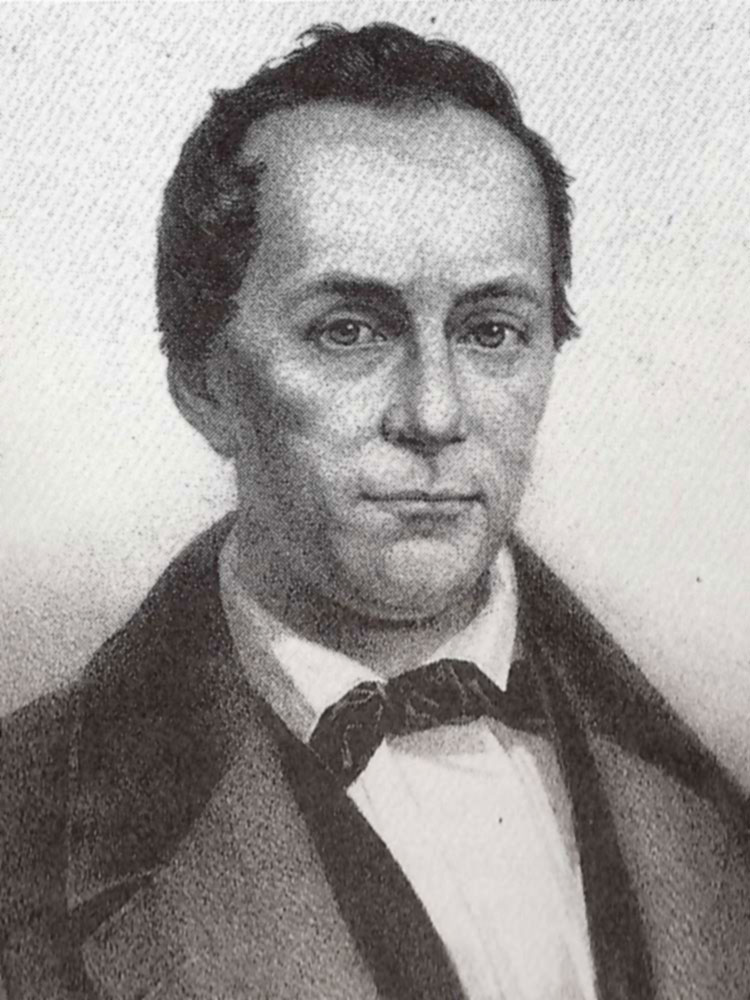
Josef Munzinger

Mit dem Tag von Balsthal am 22. Dezember 1830 wurde die Herrschaft des solothurnischen Patriziats, die in der Restaurationszeit seit 1814 wiederhergestellt war, endgültig beendet. Am 11. Januar 1831 nahm das Solothurner Volk eine Verfassung an, in der die repräsentative Demokratie festgeschrieben wurde. In dieser Zeit liegt der Ursprung des solothurnischen Liberalismus. Zwar gab es anfänglich noch keine Parteien im heutigen Sinn, jedoch errangen im nun demokratisch verfassten Kanton Solothurn liberal gesinnte Männer unter der Anführerschaft von Josef Munzinger wichtige Positionen. Von sozialdemokratischer Seite wurde später der Vorwurf erhoben, dass sich unter diesen führenden Männern «keine Proletarier» befunden hätten, sondern dass es sich um «die neue Bourgeoisie» gehandelt habe, «die sich ins Regiment mit den Adeligen und Zunftmeistern mit gleichen Rechten teilen wollte und die revolutionäre Volksbewegung dazu benützte, ihren Willen durchzusetzen».
Schon vom 1. Januar 1831 an erschien mit dem Solothurner Blatt die erste politische Zeitung des Kantons; sie vertrat den liberalen Standpunkt. Am 11. September 1831 wurde in der Klus bei Balsthal als Gegenreaktion auf eine bereits wieder erstarkende konservative Bewegung die liberale Partei gegründet.
In den ersten zwanzig Jahren liberaler Herrschaft wurde der zuvor bestehende Obrigkeits- und Polizeistaat nach und nach zum Rechtsstaat umgebaut. Die Privilegien von Geburt und Ort wurden abgeschafft, «anstelle der Willkür traten rechtliche Normen». Bis 1856 stand der Kanton unter der Führung der sogenannten Altliberalen, welche eine repräsentative Demokratie vertraten. Sie waren geprägt von Josef Munzinger, dem «unbestrittenen Führer des solothurnischen Liberalismus». Munzinger trat bereits beim Tag von Balsthal als Volksredner hervor, wurde 1831 in den Kleinen Rat (den heutigen Regierungsrat) gewählt und war von 1833 bis zu seiner Wahl in den ersten Schweizer Bundesrat 1848 Landammann. In Opposition zu den Altliberalen unter Munzinger standen einerseits die Konservativen, andererseits die radikal-liberale Bewegung, welche für direkte Demokratie eintrat. Nach ihrem 1855 veröffentlichten Manifest Sind im Kt. Solothurn keine Verbesserungen nothwendig?, das einen roten Umschlag aufwies, wurden die Radikal-Liberalen als «Rote» bezeichnet. Ihre altliberalen Kontrahenten antworteten mit der Schrift Ein Wort an das solothurnische Volk über die im Kanton Solothurn angeregte Verfassungsrevision in grauem Umschlag und wurden so zu den «Grauen».

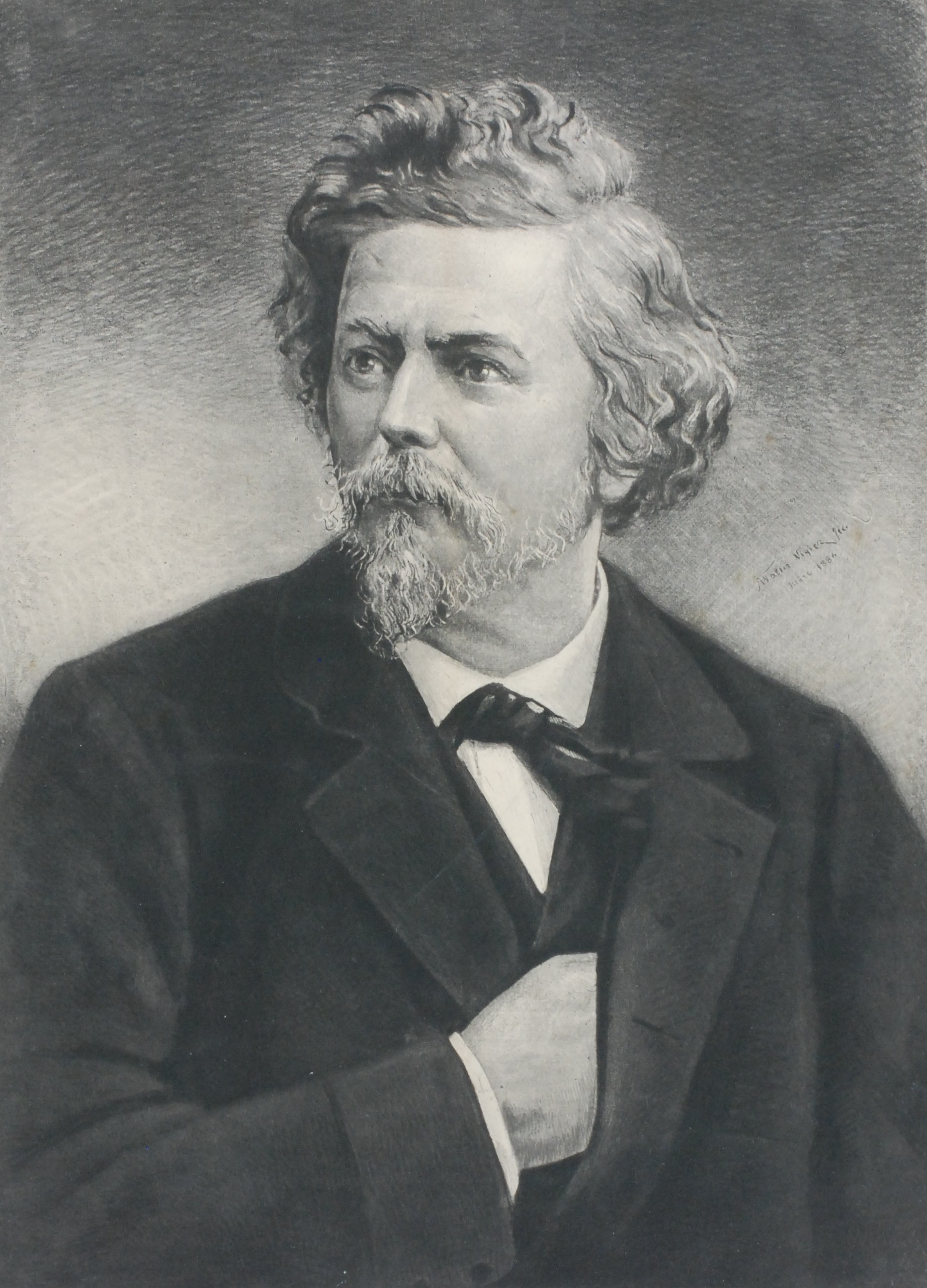
Wilhelm Vigier

Schliesslich setzten sich 1856 die Radikal-Liberalen unter Wilhelm Vigier durch. Nachdem in einer Volksabstimmung vom 30. März ihr Begehren nach einer Verfassungsrevision angenommen worden war und ein danach gewählter Verfassungsrat eine Verfassung weitgehend in ihrem Sinne ausgearbeitet hatte, wurde diese am 1. Juni bei weitgehender Stimmenthaltung der «Grauen» angenommen. Im Kantons- und im Regierungsrat gewannen ebenfalls die «Roten» die Oberhand.
Die Radikal-Liberalen behielten ihre errungene Führungsposition bis 1872 bei. Zu Beginn der 1870er Jahre rückten die lange zerstrittenen „Roten“ und „Grauen“ einander jedoch durch gemeinsame Bestrebungen näher, insbesondere durch ihren Kampf gegen den Ultramontanismus und für eine Revision der Bundesverfassung. Anlässlich einer Versammlung vom 19. Mai 1872 in Langenthal, an der Exponenten beider Lager teilnahmen, kam es zur als «Langenthaler Bleiche» bezeichneten Versöhnung. Am 6. Oktober 1872 wurde in Olten durch 300 Delegierte aus dem ganzen Kanton der «Liberale Verein des Kantons Solothurn» gegründet und damit eine geeinte Partei geschaffen. Am ersten Parteitag vom 30. Oktober 1872 nahmen 3000–4000 Männer teil.
Bis 1895 konnten die vereinten Liberalen, für die inzwischen häufig die Bezeichnung Freisinnige verwendet wurde, ihre Alleinherrschaft wahren, gegen die Opposition der Konservativen sowie der sogenannten «Unabhängigen» (eine Gruppe bestehend aus Grauen, die sich nicht der vereinten Partei anschliessen wollten, ehemaligen Roten sowie einzelnen konservativ Gesinnten) und ersten Arbeitervereinen (Grütliverein).
Nachdem 1895 aufgrund einer Volksabstimmung im Kanton Solothurn die Proporzwahl eingeführt worden war, konnten auch zunehmend Vertreter der Konservativen und der 1890 gegründeten sozialdemokratischen Arbeiterpartei im Kantonsrat Einsitz nehmen, die Freisinnigen wahrten jedoch ihre absolute Mehrheit. Bereits 1887 war mit Franz Josef Hänggi der erste oppositionelle, konservative Politiker in den Regierungsrat gewählt worden. Wesentliche Triebkraft dafür war der vorangehende sog. Bankkrach, bei dem bei der nachmaligen Solothurner Kantonalbank Betrügereien und Veruntreuung ans Licht getreten waren, an denen auch einzelne freisinnige Regierungsräte beteiligt waren.

### 20. und 21. Jahrhundert
Die absolute Mehrheit im Kantonsrat verloren die Freisinnigen erst mit der Wahl vom 22. Juli 1917, vor allem zu Gunsten der Sozialdemokraten. Im Landesstreik 1918 spielten Exponenten der Freisinnigen, insbesondere der Kantons- und Nationalrat sowie spätere Bundesrat Hermann Obrecht, eine umstrittene Rolle. In Grenchen wurden drei junge Arbeiter von Füsilieren aus dem Kanton Waadt erschossen. Den Einsatz der Waadtländer Infanterie und von Dragonern aus dem Emmental gegen die Grenchner Arbeiterschaft hatte Obrecht durch ein persönliches Gespräch mit General Ulrich Wille erwirkt.

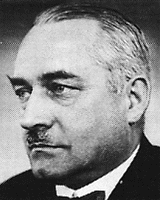
Hermann Obrecht

1929 konnten die Freisinnigen die absolute Mehrheit im Kantonsrat zurückerlangen. Nach der Machtergreifung Hitlers in Deutschland 1933 positionierte sich die Führung der Solothurner Freisinnigen klar gegen die Frontenbewegung. 1935 wurde Hermann Obrecht in den Bundesrat gewählt. Während Karl H. Flatt dies in seiner Festschrift 150 Jahre Solothurner Freisinn von 1981 als ein Ereignis schildert, das im Kanton Solothurn «begeisterte Freude» auslöste, war seine Kandidatur doch auch sowohl von sozialdemokratischer als auch von bürgerlicher Seite kritisiert worden, da die Waffenfabrik Solothurn, deren Verwaltungsratspräsident Obrecht war, zum deutschen Rüstungskonzern Rheinmetall-Borsig gehörte. Grosses Ansehen in der Bevölkerung verschaffte sich Obrecht jedoch ein gutes Jahr vor seinem Tod, als er 1939 nach dem Anschluss der Tschechoslowakei eine Rede hielt, die als Aufforderung zum Widerstand gegen das nationalsozialistische Deutschland galt. In Erinnerung blieb insbesondere sein Ausspruch «Wir Schweizer werden nicht zuerst ins Ausland wallfahrten gehen». Nach Obrechts Tod wurde Nationalrat Walther Stampfli als sein Nachfolger in den Bundesrat gewählt.
Durch die Wahl des SP-Politikers Gottfried Klaus in den Ständerat 1943 verloren die Freisinnigen ihre Doppelvertretung im Ständerat. 1952 verloren sie auch ihre absolute Mehrheit im Regierungsrat, da neben einem Konservativen ein zweites Mitglied der SP in die Regierung gewählt worden war.
Durch Erfolge anderer Parteien ist der Einfluss der Solothurner Freisinnigen in den letzten Jahrzehnten geschwunden. Im 100-köpfigen Kantonsrat hatte die FDP nach den Wahlen von 2025 noch 20 Sitze inne, was gegenüber 2021 einen Verlust von zwei Sitzen bedeutete. Die Solothurner FDP ist somit erstmals nicht mehr die stärkste Kraft im Kantonsrat.
Von den sieben bzw. seit 2015 noch sechs Solothurner Sitzen im Nationalrat ist seit den Wahlen von 2007 nur noch einer durch ein Mitglied der FDP besetzt. Diesen Sitz, den langjährig Kurt Fluri innehatte, konnte die FDP, als Fluri bei den Wahlen 2023 nicht mehr antrat, mit Simon Michel halten. Die Solothurner FDP hatte bis 2011 weiterhin einen Sitz im Ständerat inne (Rolf Büttiker), während der andere Sitz von der SP besetzt ist. Bei den Schweizer Parlamentswahlen 2011 versuchte die FDP, ihren Sitz im Ständerat mit Fluri zu verteidigen, verlor ihn jedoch an Pirmin Bischof (CVP). Damit sind die Solothurner Liberalen erstmals seit Gründung des Bundesstaates 1848 nicht mehr im Ständerat vertreten.

## Positionierung
Die FDP des Kantons Solothurn grenzte sich in ihrem äusseren Auftritt lange Zeit von der Schweizer Mutterpartei ab, indem sie eine andere Parteifarbe (Gelb statt Blau) und eine andere Schreibweise des Parteikürzels (FdP statt FDP) benutzte. Erst am 17. August 2009 entschieden die Delegierten der damaligen FdP, dass sich die Partei ab dem 1. Januar 2010 dem Erscheinungsbild der Schweizer FDP.Die Liberalen anschliessen werde. Die Solothurner FDP versteht sich traditionell als «breit abgestützte Volkspartei» mit «sozialer Ader» und vertritt damit nicht ausschliesslich den Wirtschaftsliberalismus, von dem die Schweizer FDP geprägt ist.

## Heutige Struktur
Die FDP des Kantons Solothurn kannte traditionell keine formelle Mitgliedschaft. Ihre Statuten formulierten den Mitgliederbegriff offen; sich als «freisinnig» bezeichnen und für die FDP zu Wahlen antreten konnte jede im Kanton Solothurn ansässige Person. Beiträge wurden auf freiwilliger Basis entrichtet. Diesen Status als «Sympathisantenpartei» (im Gegensatz zu einer «Mitgliederpartei» wie in den meisten anderen Kantonen) teilte sich die Solothurner FDP mit den FDP-Kantonalparteien in den Kantonen Luzern und Tessin sowie im Kanton Solothurn mit der CVP Kanton Solothurn. 2013 wurde eine Strukturreform vorgeschlagen, die einen Wechsel zum Konzept einer Mitgliederpartei mit sich brachte. Die kantonale Delegiertenversammlung hat Ende 2013 über diese Reform abgestimmt und mit 84 zu 42 Stimmen beschlossen, dass die FDP des Kantons Solothurn per 2015 zu einer «Mitgliederpartei» werden soll. Anfang 2016 äusserte Parteipräsident Christian Scheuermeyer, dass es sich bei der Umstellung um einen laufenden Prozess handle, der mehr Zeit brauche als gedacht.

## Mandatsträger
- Regierungsrat: Remo Ankli (seit 2013), Peter Hodel (seit 2021)
- Nationalrat: Simon Michel (seit 2023)
- Kantonsrat: 22 Sitze (Wahlen 2021)